# Daisy Jacobs
Daisy Jacobs (Portsmouth, 20 de março de 1988) é uma cineasta britânica. Como reconhecimento, foi nomeada ao Oscar 2015 na categoria de Melhor Animação em Curta-metragem por The Bigger Picture.